# Kroko-dili
A Kroko-dili (eredeti cím: Crocadoo) ausztrál televíziós rajzfilmsorozat, amelyet a NSF Film and tv office, a Primetime és az Energee készített. Ausztráliában az Nine Network vetítette, Magyarországon a TV2 és a Super TV2 sugározta, 2016. szeptember 26-ától a Kiwi TV tűzte műsorra.

## Ismertető
A sorozat fő helyszíne Kroko-dili, egy kis terület. Itt él Jaz és Brian, a két krokodil barátaival. zelben élő  Ám a közelben lévő hotel dolgozója, Rofus Hájfej mindent elkövet, hogy a krokikat kitúrja és felépítse a saját hotelét, ezért Ajax nevű madarával folyton ravasz terveket eszel ki. De Jaz és Brian mindig elkövet mindent, hogy Hájfej tervét megakadályozzák, ebben pedig segít nekik a két embergyerek, Billy és Kelly is.

## Magyar hangok
A szinkront a TV2 megbízásából a Masterfilm Digital készítette.
- Hankó Attila / Csuja Imre - "Rofus Hájfej"
- Szokol Péter
- Gesztesi Károly
- Lux Ádám
- Czető Roland
- Rátonyi Hajnal
- Versényi László
- Seszták Szabolcs
- Zsigmond Tamara
- Ősi Ildikó
- Rudas István
- Holl Nándor
- Lázár Sándor
- Pálfai Péter

Magyar szöveg: Csorján Melinda
Hangmérnök: Salgai Róbert
Szinkronrendező: Faragó József

## Epizódok
1. A ricsaj-gép (The Noise Machine)
2. Pöttyös hátú veszedelem (Watch out for the Wonglebacks)
3. Napközis rémálom (Daycare Nightmare)
4. Egy igazi férfi (Big Fish Blues)
5. Majdnem szellem (Almost a Ghost)
6. Krokimunka (Jobs for the Crocs)
7. Álomi alvás (Tailhouse Croc)
8. FranKencroc (FranKencroc)
9. Esőtánc (Gone Troppo)
10. A felfedezők (X is for Explorers)
11. Krokodil a városban (Urban Crocodile)
12. Krokodil szökés (Crocadoo Breakout)
13. Csúszós örömök (Slippery Dip)
14. Régi jó megoldás a víz (Hiccups)
15. Kroki mennyország (Croc Haven)
16. Valahol élni kell (Tyrannosaurus Wrecks)
17. Szerelmi bájital (Mixed up Love)
18. Birka bosszú (Cane Toad Chaos)
19. Vörös szemű szörnyeteg (Red Eyed Rogue)
20. Filmforgatás (Making Movie)
21. A nagy szárazság (The BIg Dry)
22. Ki kicsoda? (The Tourist Trap)
23. Véres küzdelem (Rumble in the Jungle)
24. Bryan, az emberevő (The Frame Up)
25. A klub (The Club)
26. Krokodilok veszélyben (Crocs in Peril)